# Gurania wawraei
Gurania wawraei är en gurkväxtart som beskrevs av Célestin Alfred Cogniaux. Gurania wawraei ingår i släktet Gurania och familjen gurkväxter. Inga underarter finns listade i Catalogue of Life.